# Aegognathus
Aegognathus es un género de coleóptero de la familia Lucanidae.

## Especies
Las especies de este género son:
- Aegognathus aguirei
- Aegognathus caledoniaensis
- Aegognathus confusus
- Aegognathus iridicolor
- Aegognathus leuthneri
  - Aegognathus leuthneri damasoi
  - Aegognathus leuthneri leuthneri
- Aegognathus nigrosuturalis
- Aegognathus similis
- Aegognathus soulai
- Aegognathus spitzi
- Aegognathus waterhousei